# トゥゲザーネス (アルバム)
| 専門評論家によるレビュー | 専門評論家によるレビュー |
| レビュー・スコア         | レビュー・スコア         |
| 出典                     | 評価                     |
| ------------------------ | ------------------------ |
| Allmusic                 | [ 1 ]                    |

『トゥゲザーネス』（Togetherness）は、ドン・チェリーのアルバムである。1965年に録音され、1966年にDuriumレーベルからリリースされた。

## 収録曲
全曲作曲：ドン・チェリー
1. "Togetherness One: First Movement/Second Movement/Third Movement" - 20:15
2. "Togetherness Two: Fourth Movement/Fifth Movement" - 21:48

## パーソネル
- ドン・チェリー (Don Cherry) - コルネット
- ガトー・バルビエリ (Gato Barbieri) - サクソフォーン
- カール・ベルガー (Karl Berger) - ヴィブラフォン、ピアノ
- ジャン・フランソワ・ジェニー・クラーク (Jean-François Jenny-Clark) - ベース
- アルド・ロマーノ (Aldo Romano) - ドラム